# Siminicea
Siminicea is een Roemeense gemeente in het district Suceava.
Siminicea telt 3047 inwoners.